# Sant Jordi (Mantegna)
Sant Jordi (en italià: San Giorgio, és una pintura al tremp sobre taula (66 × 32 cm) del pintor italià renaixentista Andrea Mantegna, data aproximadament de l'any 1460 i està conservada en la Galeria de l'Acadèmia de Venècia.

## Descripció
El sant cavaller està representat dret amb vestit d'armadura, i amb la llança trencada per haver matat el drac, que jeu als seus peus amb la punta de l'arma clavada en la seva mandíbula. Un marc de marbre simulat, enquadra l'escena. La llança sostinguda pel sant Jordi i el morro del drac, es projecten més enllà del marc, fent que el món sigui més real a l'espectador, d'acord amb una il·lusió de Mantegna, sobretot utilitzada entre el final del període de Pàdua (abans de 1459) i el primer de Màntua. També la garlanda a la part superior, composta de fulles i fruits, és un patró típic de l'escola del seu mestre Francesco Squarcione, i per tant, es refereix a l'època de joventut de l'artista quan va ser un estudiant en el seu taller a Pàdua. El fons mostra un camí que s'inicia des del sant cap a un pujol, fins a arribar a una ciutat emmurallada.